# Phelsuma andamanense
Espèce
Synonymes
- Gecko chameleon Tytler, 1864

Statut de conservation UICN

 LC  : Préoccupation mineure
Statut CITES
Phelsuma andamanense est une espèce de geckos de la famille des Gekkonidae.

## Répartition
Cette espèce est endémique des îles Andaman-et-Nicobar en Inde.
Elle vit dans les arbres tels que les bananiers et les palmiers, et fréquente parfois la proximité des habitations humaines.

## Description
C'est un gecko diurne et arboricole mesurant jusqu'à 140 mm, il est de couleur vert clair avec des points bruns et/ou rouges.

## Éthologie
Cette espèce est très territoriale, et en particulier les mâles protègent leur territoire contre les intrusions des autres mâles.

## Alimentation
Ce gecko est insectivore, il consomme également probablement des nectars de fruits, comme la majorité des espèces de Phelsuma.

## Reproduction
Les femelles pondent deux œufs à la fois, en général en hauteur, dans un endroit protégé.

## Étymologie
Son nom d'espèce, composé de andaman et du suffixe latin -ense, « qui vit dans, qui habite », lui a été donné en référence au lieu de sa découverte.

## Publication originale
- Blyth, 1861 : Proceedings of the Society. Report of the Curator. Journal of the Asiatic Society of Bengal, vol. 29, p. 87-115 (texte intégral).